# 엑스노트 X300
엑스노트 X300(Xnote X300)는 LG전자가 2010년 1월 18일에 출시한 노트북 컴퓨터이다.